# Cerro al Lambro
Cerro al Lambro – miejscowość i gmina we Włoszech, w regionie Lombardia, w prowincji Mediolan.
Według danych na rok 2004 gminę zamieszkiwały 4344 osoby, 434,4 os./km².